# Rogača (Lučani)
Pour les articles homonymes, voir Rogača.
Rogača (en serbe cyrillique : Рогача) est un village de Serbie situé dans la municipalité de Lučani, district de Moravica. Au recensement de 2011, il comptait 264 habitants.

## Démographie
| 1948 | 1953 | 1961 | 1971 | 1981 | 1991 | 2002 | 2011 |
| ---- | ---- | ---- | ---- | ---- | ---- | ---- | ---- |
| 775  | 767  | 731  | 646  | 532  | 436  | 334  | 264  |

|  |